# 范祥
范祥（？—1060年），字晋公，北宋邠州三水（陕西省旬邑）人。
早年举进士，授乾州（治今乾县）推官，升殿中丞、镇戎军（治今宁夏回族自治区固原市）通判。庆历四年（1044年），建议朝廷改革盐法，宋初行折中法，由盐商向官府请领交引，运销食盐，效率不彰。慶曆八年（1048年）担任陕西路提点刑狱兼制置解盐。实行钞盐制度，商人入钱四贯八百，向官府领取一钞，凭此到解池（今山西省运城市南）贩盐二百斤，听其销售，免除人民运盐的劳役，每年节约榷盐货物经费数百万缗，有利于西北粮草的籴买。后范祥任陕西转运副使。皇祐五年（1053年），被贬知唐州（治今河南省唐河县）。五年后，复官职，依然总领盐事。嘉祐六年（1061年）去世。诏赠秘书，并录其一子未官者为官。其子范育官至秦鳳路安撫使、熙河路安撫使。

## 延伸阅读
[在维基数据编辑]
 《宋史/卷303》，出自脱脱《宋史》